# Демченко Сергій Федорович
Де́мченко Сергій Федорович (нар. 21 лютого 1943) — український суддя і науковець, Голова Вищого господарського суду України у відставці (2006-2010). Помічник президента Національної академії наук України, доктор юридичних наук, заслужений юрист України.

## Біографія
Народився 21 лютого 1943 року у селі Донцівка на Луганщині.
У 1962-1965 роках проходив службу в радянській армії.
Вищу освіту отримав на юридичному факультеті у Київському університеті ім. Т. Шевченка (1973), куди вступив ще до армії.
Після закінчення університету розпочав трудову кар'єру.
1973-1977 — консультант, ст. ревізор Державного арбітражу при Раді Міністрів УРСР.
1977-1988 — державний арбітр; 1988-1990 — начальник відділу запобігання порушенням законності в господарській діяльності Державного арбітражу УРСР.
Від червня 1991 — заступник Голови Вищого арбітражного суду УРСР, заступник Голови Вищого арбітражного суду України — голова Судової колегії з розгляду спорів, голова Судової палати з розгляду справ у спорах між господарчими суб'єктами ВГСУ.
21 січня 2006 призначений першим заступником Голови, а 5 грудня — Головою Вищого господарського суду України.
8 липня 2010 Верховна Рада звільнила С. Ф. Демченка з посади судді Вищого господарського суду України «у зв'язку з досягненням шістдесяти п'яти років». Звільненню передувала тривала політична боротьба.
Демченка не влаштувало таке формулювання, оскільки він бажав бути звільненим у зв'язку з
поданою заявою про відставку. Він звернувся до Вищого адміністративного суду, і той підтримав позивача, вирішивши, що було порушене право судді на відставку. Тому Верховна Рада внесла зміни до постанови, звільнивши Демченка у зв'язку з поданням заяви.
З 2010 року є радником Голови Вищого господарського суду України.

## Наукова діяльність
Доктор юридичних наук. Помічник президента Національної академії наук України.
Кандидатська дисертація на тему: «Організаційно-правове забезпечення раціонального використання матеріальних ресурсів в Україні» (Інститут держави і права ім. Корецького, 2007).
Докторська дисертація на тему: «Теоретико-методологічні засади ефективності господарського судочинства» (КНУ ім. Шевченка, 2010).
Член спеціалізованої вченої ради Д 26.500.01 Науково-дослідного інституту приватного права і підприємництва ім. академіка Ф. Г. Бурчака НАПрН України.

### Твори
- На допомогу судді господарського суду, призначеному на посаду вперше: методичні рекомендації (2007)
- Теоретичні аспекти становлення і розвитку економічного судочинства в Україні: монографія (2009)
- Теоретико-методологічні засади ефективності господарського судочинства: монографія (2009)
- Україна та європейська інтеграція: публічно-правові аспекти: монографія (у співавт., 2010)[16].
- Демченко С. Ф. Актуальне дослідження проблем державного контролю за узгодженими діями суб’єктів господарювання. С. Ф. Демченко. Держава і право : Юридичні науки : зб. наук. пр. Ін-т держави і права ім. В. М. Корецького НАН України. Київ. Юрид. Думка. 2017. Вип. 77. С. 360-363 Рец. на монографію Дудик І. М.. Державний контроль Антимонопольного комітету України за узгодженими діями суб’єктів господарювання : монографія. за заг. ред. В.Н. Нагребельного. Київ. Персонал. 2017. 168 с.
- Демченко С. Ф. Господарське процесуальне право. Практикум. Текст. посібник. С. Ф. Демченко, Г. М. Остапович. Київ. Преса України, 2008. 120 c. ISBN 978-966-472-038-7 .
- Демченко С. Ф. Організаційно-правове забезпечення раціонального використання матеріальних ресурсів в Україні. автореф. дис... канд. юрид. наук: 12.00.07. НАН України, Інститут держави і права ім. В.М.Корецького. Київ. 1999. 20 с.
- Демченко С. Ф. Медіація та додержання публічного порядку як складові функціонування модельних господарських судів. Вісник господарського судочинства. 2009. № 5. С. 43-48.
- Демченко С. Ф. Складники ефективності господарського судочинства. Вісник Академії управління МВС. 2010. № 2 (14). С. 21-27.
- Демченко С. Ф. Теоретичні аспекти становлення і розвитку господарського судочинства в Україні. Київ. Преса України. 2009. 247 с.
- Демченко С. Ф. Теоретико-методологічні засади ефективності господарського судочинства. автореф. дис. ... д-ра юрид. наук : 12.00.04. Київ. нац. ун-т ім. Т. Шевченка. Київ. 2010. 36 с.
- Демченко С. Ф. Теоретико-методологічні засади ефективності господарського судочинства: монографія. Київ. Вид-во «Преса України». 2009. 472 с.
- Демченко С. Ф., Юлдашев С. О. Про концепцію управління якістю освіти. Держава та регіони. Серія: Право, 2021 р., № 3 (73). С. 163-168. ISSN 1813-338Х

## Громадська діяльність
У грудні 2008 року став президентом Федерації боротьби дзюдо міста Києва. Нині є членом Виконкому Федерації дзюдо України.
Входив до складу Конституційної Асамблеї Президента Януковича (2012—2014) та Конституційної Комісії Президента Порошенка (2015–).

## Регалії, нагороди, відзнаки
Заслужений юрист України.
Орден «За заслуги» III ст. (2003), орден князя Ярослава Мудрого V ст. (2008), IV ст. (2010).
Державний службовець 3-го рангу (2010).